# P.S. I love you (romanzo)
P.S. I love you (P.S. I Love You) è il primo romanzo di Cecelia Ahern, pubblicato nel 2004.

## Trama
È la storia di Holly e Gerry, una coppia giovane e felice fino a quando improvvisamente Gerry si ammala e muore. Holly, ancora ventinovenne, si ritrova già vedova e con un senso di vuoto nella sua vita. È arrabbiata perché si sente tradita da Gerry, proprio lui che le aveva promesso di starle accanto per il resto della sua esistenza. Ma Gerry non ha dimenticato la promessa fatta mentre era in vita e trova il modo di farle avere una lettera ogni mese, con un messaggio che le possa essere d'aiuto per ritornare a vivere anche senza di lui, e alla fine di ogni messaggio non dimentica mai di ricordarle una cosa: P.S. I love you! Pian piano Holly impara che deve continuare a vivere anche senza Gerry, che rimarrà per sempre nel suo cuore.

## Film
Dal romanzo è stato tratto un film, P.S. I Love You, uscito nei cinema italiani il 1º febbraio 2008 e che vede protagonisti Hilary Swank e Gerard Butler.

## Edizioni
- Cecelia Ahern, PS: I Love You, traduzione di Olivia Crosio, collana Bestseller, Sonzogno, 2005,  p. 411, ISBN 88-454-1237-7, OCLC 799742891.